# 東布魯克林 (伊利諾伊州)
東布魯克林（英語：East Brooklyn）是位於美國伊利諾伊州格蘭迪縣的一個村落。

## 地理
東布魯克林的座標為41°10′21″N 88°15′57″W / 41.17250°N 88.26583°W，而該地最高點為海拔高度178米（即584英尺）。

## 人口
根據2010年美國人口普查的數據，東布魯克林的面積為0.14平方千米，當中陸地面積為0.14平方千米，而水域面積為0.00平方千米。當地共有人口106人，而人口密度為每平方千米757人。